# Il cigno (film 1925)
The Swan è un film muto del 1925 diretto da Dimitri Buchowetzki.
Basato sulla commedia Á Hattyú Vigjatek Három Felvonasbarn di Ferenc Molnár (Budapest, 1914) e su The Swan, adattamento e traduzione in inglese di Melville C. Baker (New York, 23 ottobre 1923).

## Trama
Per ragioni di stato, viene organizzato il matrimonio tra l'altera principessa Alexandra e il cugino, principe Albert. Lui, amante della bella vita e delle belle donne, giunto a corte inizia subito a corteggiare l'affascinante dama di compagnia Wanda von Gluck. Per distoglierlo dalle attenzioni di Wanda, si cerca di ingelosirlo per mezzo del bell'istitutore dei fratelli di Alexandra, il dottor Walter. Alexandra organizza un picnic con Walter che non tarda a dichiararle il suo amore. Scoppia una tempesta e i due si rifugiano in un cottage dove vengono sorpresi insieme da Albert. Quella sera, il principe e l'aio si battono a duello. Anche se vincitore, Walter viene ferito dall'attendente di Albert, Wunderlich. La freddezza di Alexandra si scioglie e, davanti a tutta la corte, confessa il suo amore per il giovane. Albert la libera dalla sua promessa e la madre di Alexandra deve accettare il fatto che la figlia sposi un cittadino comune.

## Produzione
Il film fu prodotto dalla Famous Players-Lasky Corporation.

## Distribuzione
Il copyright del film, richiesto dalla Famous Players-Lasky Corp., fu registrato il 17 febbraio 1925 con il numero LP21173.

Distribuito dalla Paramount Pictures, il film uscì nelle sale cinematografiche statunitensi il 16 febbraio 1925. L'Universum Film (UFA) lo distribuì in Germania nel gennaio 1926 con il titolo Seine Hoheit verlobt sich. In Danimarca, uscì il 28 maggio 1926 con il titolo Hans højhed forlover sig; in Finlandia il 21 febbraio 1927; in Portogallo l'8 ottobre 1928 come O Cisne. In Francia prese il titolo di Sa Majesté s'amuse, in Svezia quello di Svanen.
Il film è stato distribuito in DVD masterizzato da una copia in 16mm presentato con una colonna sonora composta per l'occasione.

### Conservazione
Copie complete della pellicola si trovano conservate nei National Archives Of Canada di Ottawa e nel George Eastman House di Rochester.